# Necrópole Vaticana

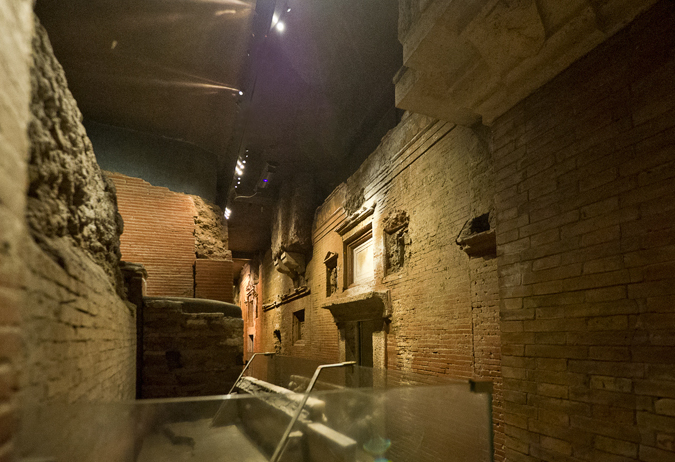
Vista da Necrópole Vaticana.

Necrópole Vaticana é uma necrópole localizada atualmente abaixo da Cidade do Vaticano, em profundidades variando entre cinco e doze metros abaixo da Basílica de São Pedro. O Vaticano patrocinou escavações arqueológicas no local na década de 1940, quando foram reveladas partes da necrópole da época imperial. As escavações foram realizadas a pedido do papa Pio XI, que desejava ser sepultado o mais perto possível do túmulo de São Pedro. É ali também que está a chamada Tumba dos Júlios, que foi datada entre os séculos III ou IV. Ao contrário das catacumbas de Roma, a necrópole era um cemitério ao céu aberto com túmulos e mausoléus.
É importante não confundir a Necrópole Vaticana com as Grutas do Vaticano, construídas juntamente com a basílica no nível da rua onde estava a Antiga Basílica de São Pedro.

## Origem
A Necrópole Vaticana era originalmente um cemitério localizado na encosta sul do monte Vaticano, vizinho do Circo de Calígula. Segundo a lei romana, era proibido enterrar os mortos no interior da Muralha Serviana e, por isto, havia cemitérios espalhados ao longo das várias estradas que saíam da cidade. Uma destas, a Via Cornélia, corria ao norte do local.
Segundo a tradição, o apóstolo Pedro foi martirizado em 64 (ou 67) durante o reinado do imperador Nero no Circo de Calígula e foi enterrado nesta necrópole por causa da proximidade. Depois do Édito de Milão (313) do imperador Constantino, começaram as obras da primeira basílica de São Pedro e a necrópole ainda estava em uso, como atesta uma moeda encontrada no interior de uma urna datada em 318. A lei romana também determinava que os túmulos e necrópoles eram invioláveis e protegidos por lei, mas Constantino desejava construir sua basílica bem em cima do local onde se supunha estar o túmulo de São Pedro. Para conseguir espaço plano suficiente, ele ordenou que parte da necrópole fosse preenchida de terra e detritos e depois nivelada, preservando apenas o túmulo do apóstolo.

## Mausoléus
As primeiras escavações na Necrópole ocorreram na década de 1940 durante o pontificado de Pio XII. O objetivo era localizar o túmulo de São Pedro, que, por séculos, se assumiu estar diretamente abaixo do altar da basílica. Uma série de mausoléus foram escavados e receberam letras gregas para designá-los: Φ (phi), χ (chi) e Ψ (psi). Posteriormente, letras latinas também passaram a ser utilizadas. O Mausoléum M já havia sido descrito em 1574 e o Mausoléu O foi descoberto durante a construção da fundação da estátua do papa Pio VI. Os mausoléus R e S foram descobertos quando porção sul da fundação do Baldaquino da Basílica de São Pedro, de Gian Lorenzo Bernini, foi construído.
O primeiro a ser construído foi o Mausoléu A. Nos anos seguintes, em rápida sucessão, foram construídos os mausoléus B, C, D e E um do lado do outro. O Mausoléu G é muito provavelmente da mesma época que o Mausoléu B, enquanto que o Mausoléu F provavelmente foi construído durante o reinado de Antonino Pio (r. 138-161). Estes sete estão enfileirados formando uma "rua" de aproximadamente 32 metros de comprimento, cada um isolado e com alturas diferentes, muito similar ao que acontece nos cemitérios modernos. Em épocas posteriores, os espaços vazios foram ocupados pelos mausoléus G e O, da época de Adriano (r. 117-138), e também com outros edifícios. Apenas o Mausoléu H, da segunda metade do século II, se desvia da fileira por causa de um átrio preexistente. Nesta época, o Circo de Calígula não estava mais em uso e, por isso, ele não era mais um obstáculo para a expansão da necrópole para o sul; muitos túmulos foram construídos no local. Um deles, da mesma época que o Mausoléu H, foi encontrado perto da fundação do obelisco que ficava no centro da spina. Quando o circo foi finalmente demolido, ao conjunto já existente de mausoléus foi acrescentado um segundo, composto pelos Mausoléus Z, Φ, χ e Ψ. No período entre o final do século II e meados do século III, foram construídos outros mausoléus e edifícios isolados. Todos os edifícios, com exceção do Mausoléu R1 tinham a sua entrada voltada para o sul, na direção do circo e da Via Cornélia.
Estes mausoléus foram utilizados por muitas gerações e eram compartilhados por várias famílias. Arqueólogos encontraram cerca de 120 sepultamentos no Mausoléu F e pelo menos 170 no Mausoléu H. Um cálculo aproximado do número de corpos e urnas funerárias nas 22 tumbas escavadas revela mais de 1 000 funerais, o que se explica em parte pela alta mortalidade infantil e baixa expectativa de vida no século II.
Os antigos proprietários de seis mausoléus (A, C, H, L, N e O) foram identificados por inscrições sobre a porta de entrada. O Mausoléu N é um exemplo de compartilhamento por várias famílias simultaneamente, indicando que metade era utilizada por Marco Ebúcio Cárito e a outra metade por Lúcio Volúsio Sucesso e Volúsia Megiste.
Durante a construção de um estacionamento, em 2003, uma nova porção da necrópole foi descoberta. Alguns túmulos também passaram por restaurações, como no caso do projeto de dez meses no chamado "Mausoléu dos Valérios".

### Túmulo de São Pedro
O chamado "Campo P" (em inglês:  Peter Campus) é uma pequena área na qual se acredita que o túmulo de São Pedro está localizado. Cerca de 100 anos depois de sua morte, um santuário foi construído sobre seu túmulo. Este santuário é adjacente à chamada "Parede Vermelha". Também adjacentes ao túmulo foram encontrados outros túmulos organizados de uma forma que sugere que o local já era venerado na época. Este santuário é conhecido como "Troféu de Caio" por causa do presbítero Caio, que viveu em Roma na época do papa Zeferino (r. 198-217) e citado por Eusébio de Cesareia em sua "História Eclesiástica":
| “ | Eu, por outro lado, posso mostrar-te os troféus dos apóstolos, porque se queres ir ao Vaticano ou ao caminho de Ostia, encontrarás os troféus dos que fundaram esta igreja. | ” |
|   | — Eusébio de Cesareia, História Eclesiástica II.25.7. |   |

O termo grego utilizado por Caio — tropaion ("troféu") — geralmente significa um monumento ou um troféu comemorando uma vitória. Eusébio interpretou a passagem 100 anos depois como um indicativo da existência de túmulos honoríficos no local. Do lado direito do "Troféu de Caio" está ligada, em ângulo reto, a chamada "Parede de Grafitos", batizada assim por causa da grande  quantidade de grafitos em latim inscritos nela. Durante as escavações no local, os restos mortais de Pedro não foram encontrados. Havia, porém, num orifício revestido de mármore na Parede de Grafitos, alguns ossos humanos. A arqueóloga Margherita Guarducci sugeriu que, durante a construção da Basílica de Constantino, os restos de São Pedro foram removidos de seu túmulo original e colocados ali. Ela cita ainda uma inscrição na parede atrás de um pilar que inclui as letras PETR[...] EN I como sendo a indicação das relíquias de São Pedro. Outros sítios arqueológicos de Roma também tem grafitos similares, o que sugere que no local eram comemorados (pelos cristãos) os mártires São Pedro e São Paulo.